# Марк Кукурелья
Марк Кукурелья Сасета (ісп. Marc Cucurella Saseta 22 липня 1998, Алеля) — іспанський каталонський футболіст, захисник клубу «Челсі» та збірної Іспанії.

## Клубна кар'єра
Марк до 2012 року виховувався у системі «Еспаньйолу», після чого приєднався до знаменитої академії «Барселони» — «Ла Масії». Там він займався до 2017 року. У сезоні 2016/17 Марк дебютував за клубний дубль — команду «Барселона Б». Всього за неї у своєму дебютному сезоні він провів одинадцять матчів.
У сезоні 2017/18 Марка стали залучати до тренувань і матчів першої команди. Він потрапив в заявку клубу на Лігу Чемпіонів 2017/18. Його дебют за «Барселону» відбувся 24 жовтня 2017 року в матчі Кубка Іспанії проти клубу «Реал Мурсія», де Марк замінив на 83-й хвилині Люку Діня.
31 серпня 2018 року перейшов на правах оренди в «Ейбар», де став основним гравцем і по завершенні сезону 27 травня 2019 року клуб за 2 млн євро викупив контракт гравця. Втім вже через шістнадцять днів, 16 липня, «Барселона» активувала умову викупу Кукурельї за 4 мільйони євро і відразу віддала гравця в оренду на наступний сезон у «Хетафе» з можливістю викупу за 6 млн. євро і 40% прав, що залишаються за «Барсою». По завершенні оренди «Хетафе» викупив контракт гравця.
5 серпня 2022 року «Челсі» підписав Марка Кукурелью, заплативши за нього 52,5 мільйони фунтів.

## Міжнародна кар'єра
Марк представляв Іспанію на юнацькому рівні. У складі юнацької збірної Іспанії до 17 років він брав участь у юнацькому чемпіонаті Європи 2015 року. Протягом всього турніру Марк був основним лівим захисником своєї збірної. У матчі першого туру проти однолітків з Австрії Марк отримав жовту картку. Іспанія дійшла до чвертьфіналу на цьому турнірі.
2019 року дебютував у невизнаній УЄФА та ФІФА збірній Каталонії в матчі проти Венесуели (2:1).
З молодіжною збірною Іспанії Марк Кукурелья поїхав на молодіжний чемпіонат Європи 2021 року в Угорщині та Словенії, де дійшов з командою до півфіналу, зігравши в чотирьох з п'яти іграх на турнірі.
У складі Олімпійської збірної Кукурелья був учасником футбольного турніру Олімпійських ігор-2020, де іспанці здобули срібні нагороди, а Марк зіграв у 5 іграх.
Через ізоляцію деяких гравців національної збірної Іспанії після позитивного тесту на COVID-19 у Серхіо Бускетса, гравці молодіжної збірної Іспанії до 21 року були викликані до лав національної команди на міжнародний товариський матч проти Литви 8 червня 2021 року. Марк Кукурелья зіграв у тому матчі, який закінчився перемогою іспанців 4:0, таким чином дебютувавши у національній команді.

## Досягнення
- Переможець Сегунди Б (1): 2016/17
- Срібний олімпійський призер (1): 2020
- Чемпіон Європи: 2024[15]
- Переможець Ліга конференцій УЄФА (1): 2024/25
- Переможець Клубного чемпіонату світу: 2025